# Wonderful Tonight
«Wonderful Tonight» és una cançó composta i interpretada per Eric Clapton inclosa al seu disc de 1977 Slowhand. Aquesta cançó la va escriure per a qui era llavors la seva muller, Pattie Boyd. El 1988, Clapton va tocar al concert per a Nelson Mandela com a artista convidat amb els Dire Straits, on s'hi va fer una versió de la cançó amb el suport del grup.

## Versions
- El grup britànic Damage el va publicar com a senzill el 1997, i va arribar al núm. 3 a les llistes britàniques
- L'artista de country David Kersh en va fer una versió que aparegué el seu àlbum If I Never Stop Loving You
- El cantant argentí de blues JAF en va gravar una versió en castellà al seu àlbum Diapositivas de 1990
- Michael Bublé en va fer una versió en cooperació amb Ivan Lins al seu àlbum Call Me Irresponsible
- El cantant de country Don Williams en va fer una altra versió el 2003
- El grup de Heavy Metal Sangtraït va fer una versió d'aquesta peça l'any 2005, dins d'un recull de balades pròpies anomenat Crits de silenci